# Albin Margheri-Comandona
Albin Margheri-Comandona, též hrabě Albin Klemens Margheri di Commandona (1. března 1831 Lublaň – 23. srpna 1899 hrad Wördl-Otočec), byl rakouský šlechtic, statkář a politik z Kraňska, v 2. polovině 19. století poslanec Říšské rady.

## Biografie
Narodil se jako druhorozený syn hraběte Klementa Margheri di Comandona (1793–1833) a jeho manželky Florentiny Aurory, rozené Langerové z Podgory (1808–1834). Oba rodiče brzy zemřeli a když zemřel také jeho starší bratr Emilijan Vincenc Florentin Margheri (1829–1848), převzal Albin rodinné panství. Působil jako statkář a politik.
Zasedal na Kraňském zemském sněmu. Působil také jako poslanec Říšské rady (celostátního parlamentu Předlitavska), kam ho zemský sněm delegoval poprvé roku 1869. 11. prosince 1869 složil slib za kurii velkostatkářskou v Kraňsku. Opětovně ho zemský sněm vyslal do vídeňského parlamentu roku 1871. 18. dubna 1871 složil slib. Do Říšské rady se pak vrátil v přímých volbách roku 1879 za kurii měst a obchodních a živnostenských komor, obvod Novo mesto, Višnja Gora atd. Ve volebním období 1879–1885 se uvádí jako hrabě Albin Margheri-Comandona, kanovník, bytem na hradě Wördlu v i.
Přistoupil ke konzervativnímu Hohenwartově klubu (tzv. Strany práva). Neúspěšně kandidoval ve volbách roku 1885 jako kandidát slovinského volebního výboru.

## Rodina
Jeho manželkou byla hraběnka Josefa alias Jožefina, rozená Corethová z Coreda a Starkenbergu (1833–1915). Měli čtyři dcery: Florentina, Alba, Katinka, Rodriga a syna Rudolfa (1854-1929), který byl od roku 1887 c. k. okresním hejtmanem občiny Radovljica v Karavankách a koncem 19. století v Lublani.
Zemřel v srpnu 1899 na hradě Otočec-Wördl svého statku ve věku 68 let. a byl pohřben v Otočeci, rodinná hrobka tří generací Margheriů se na místním hřbitově dochovala.